# Alexandr Grin
Alexandr Grin (rusky Александр Грин, vlastním jménem Alexandr Stěpanovič Griněvskij, rusky Александр Степанович Гриневский; 23. srpna 1880, Slobodskoje – 8. července 1932, Staryj Krym) byl ruský sovětský novoromantický spisovatel.

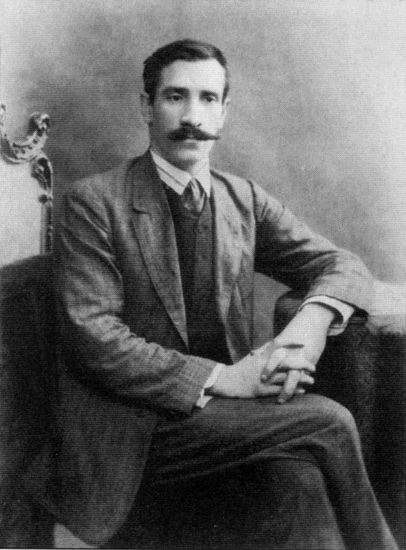
Alexandr Grin (1910)

## Život
Grin se narodil v městě Slobodskoje u Vjatky (dnes Kirov). Pocházel z chudé úřednické rodiny, jeho otec byl Polák vypovězený do Vjatky za účast na polském povstání proti carismu roku 1863. Prožil neradostné dětství poznamenané bídou, alkoholismem otce a nevraživostí macechy. Byl vyloučen z gymnázia a na oděské námořní škole nemohl studovat pro nedostatek peněz.
Následně žil jako bosák (tak je označován v ruském prostředí tulák), toulal se po Rusku a živil se jako nádeník v přístavu, námořník, rybář, dřevorubec a zlatokop na Urale. Vstoupil do eserské strany a za činnost v ní byl tři roky vězněn a třikrát poslán do vyhnanství.
Za ruské občanské války vstoupil roku 1919 do Rudé armády, onemocněl tyfem, pro invaliditu byl demobilizován a následně upadl do velké bídy. Jeho život byl poznamenán ustavičnou chudobou, nemocí a samotářstvím. Přežil jen díky Maximu Gorkému, protože na základě jeho iniciativy mohl žít několik let v petrohradském Domě umění. Zbytek života prožil na jihu na Krymu (od roku 1924 ve Feodosiji a od roku 1930 ve Starém Krymu, kde roku 1932 zemřel.
Svým literárním dílem se Grin řadí mezi novoromantiky. Byl ovlivněn Edgarem Allanem Poem, E. T. A. Hoffmannem, Thomasem Mayne-Reidem a Francisem Bretem Hartem a ve svých příbězích, odehrávajících se většinou ve vybájené zemi Grinlandie, spojoval staré námořnické pověsti s dobrodružnými, pohádkovými i hororovými motivy a s psychologií postav i jejich rozpolceností v intencích moderní literatury. Fantastické motivy jsou nedílnou součástí vyprávění, ve kterém se objevují již prvky magického realismu. Jeho hrdinové jsou silní jedinci postavení do výjimečných situací a do jejich života zasahují tajemné impulsy a záhady.

## Dílo

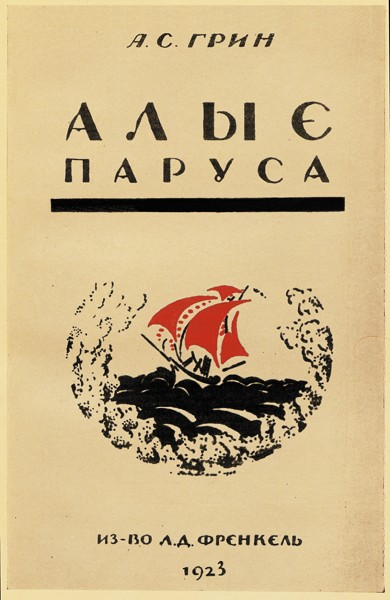
Nachové plachty, první vydání

- В Италию (1906, Do Itálie), povídka napsaná v duchu realismu,
- Шапка-невидимка (1908, Kouzelná čapka), sbírka realistických povídek,
- Остров Рено (1909, Ostrov Reno), první autorova romantická novela,
- Пролив бурь (1910, Úžina mořských bouří), povídka,
- Синий каскад Теллури  (1912, Modré kaskády Telluri), povídka,
- Жизнь Гнора (1912, Život Gnorův), povídka,
- Зурбаганский стрелок (1913, Střelec ze Zurbaganu), povídka,
- Происшествие в улице Пса (1915, Příhoda v ulici Psa), sbírka povídek,
- Белый огонь (1922, Bílý oheň), sbírka povídek,
- Алые паруса (1923, Nachové plachty), pohádková féerie, novela o chudé dívce, která uvěří v předpověď neznámého tuláka a věří, že si pro ni přijede princ na lodi s nachovými plachtami.
- Блистающий мир (1923, Zářivý svět), román s fantastickými prvky o muži, který uměl létat, podobenství o boji dobra a zla, lásky a nenávisti.
- Крысолов (1924, Krysař), povídka až s groteskním motivem převtělování se krys v lidi a naopak zobrazuje lidskou hrabivost i zrůdné ničení života.
- Белый шар (1924, Bílá koule), česky jako Poklad afrických hor, dobrodružná novela,
- Сердце пустыни (1924, Srdce pustiny), sbírka povídek,
- На облачном берегу (1925, Na oblačném břehu), sbírka povídek,
- Золотая цепь (1925, Zlatý řetěz), román odehrávající se v tajemném paláci milionáře, kterého chtějí tři podvodníci připravit o život a majetek.
- Штурман Четырёх ветров (1926, Kormidelník Čtvera větrů), sbírka povídek,
- История одного убийства (1926, Historie jedné vraždy), sbírka povídek,
- Фанданго (1927, Fandango)), až kafkovsky napsaná povídka, založená na fantastickém motivu hrdinova přenesení se do jiného světa,
- Корабли в Лиссе (1927, Koráby v Lisse), sbírka povídek,
- Бегущая по волнам (1928, Běžící po vlnách), česky také Karneval v přístavu nebo Královna vln, román s detektivní zápletkou o odhalení zločinného kapitána a o věrné lásce.
- Чёрный алмаз (1928, Černý démant), sbírka povídek,
- Акварель (1928, Akvarel), povídka,
- Колония Ланфиер (1929, Kolonie Lanfieri), sbírka povídek,
- Джесси и Моргиана (1929, Jessie a Morgiana), román o dvou sestrách, mladé a krásné Jessie a stárnoucí nehezké Morgianě, která svou sestru pro její krásu nenávidí a nezastaví se ani před zločinem.
- Дорога никуда (1930, Cesta nikam), román o chudém chlapci, který se dostane z bídy, ale zaplete se do boje s podlým boháčem, ve kterém zahyne.
- Огонь и вода* (1930, Oheň a voda), sbírka povídek,
- Автобиографическая повесть (1931, česky jako Svědectví mého života), autobiografie.

## Filmové adaptace
- Акварель (1958, Akvarel), sovětský televizní film, režie Otar Ioseliani,
- Алые паруса (1961, Nachové plachty), sovětský film, režie Alexandr Ptuško,
- Бегущая по волнам (1967, Běžící po vlnách), sovětsko-bulharský film, režie Pavel Ljubimov,
- Kolonie Lanfieri (1969), česko-sovětský film, režie Jan Schmidt, v jedné z hlavních rolí Václav Neckář,
- Morgiana (1972), český film, režie Juraj Herz, v hlavní dvojroli Iva Janžurová,
- Человек из страны Грин (1983, Muž ze země Grin, sovětský televizní film na motivy knih Cesta nikam a Běžící po vlnách, režie Tamara Pavljučenková,
- Блистающий мир (1984, Zářivý svět), sovětský film, režie Bulat Mansurov,
- Золотая цепь (1988, Zlatý řetěz), ukrajinský film, režie Alexandr Muratov,
- Дорога никуда (1992, Cesta nikam), sovětský film, režie Alexandr Muratov,
- Nachové plachty (2001), český dokumentární film inspirovaný stejnojmenným představením Divadla bratří Formanů a autorovými literárními texty, režie Petr Forman a Miroslav Janek,
- Бегущая по волнам (2007, Běžící po vlnách), ruský film, režie Valerij Pendrakovskij.

## Česká vydání
- Běžící po vlnách, Komunistické knihkupectví a nakladatelství, Praha 1928, přeložil K. Lukáš,
- Karneval v přístavu, Literární Máj, Praha 1947, přeložila Olga Ptáčková-Macháčková,
- Nachové plachty, Melantrich, Praha 1958, přeložil Miloš Noha, výbor povídek.
- Zlatý řetěz, SNDK, Praha 1959, přeložila Olga Ptáčková-Macháčková, znovu Albatros, Praha 1972.
- Cesta nikam, SNDK, Praha 1960, přeložila Zdeňka Psůtková, znovu 1968 a Melantrich, Praha 1980.
- Svědectví mého života, SNKLU, Praha 1964, přeložila Zdeňka Psůtková,
- Modré kaskády, Svět sovětů, Praha 1964, přeložila Zdeňka Psůtková, pět povídek.
- Kormidelník čtvera větrů, Naše vojsko, Praha 1965, přeložila Zdeňka Psůtková, šest povídek.
- Zářivý svět, Mladá fronta, Praha 1966, přeložila Zdeňka Psůtková,
- Jessie a Morgiana, Svět sovětů, Praha 1966, přeložila Zdeňka Psůtková, znovu Lidové nakladatelství, Praha 1969, 1973 a 1982.
- Poklad afrických hor, Albatros, Praha 1972, přeložila Zdeňka Psůtková,
- Na oblačném břehu, Odeon, Praha 1972, přeložila Zdeňka Psůtková, obsahuje prózy Nachové plachty, Život Gnorův, Na oblačném řehu, Úžina mořských bouří a Královna vln.
- Střelec ze Zurbaganu, Melantrich, Praha 1974, přeložila Zdeňka Psůtková, šestnáct povídek.
- Zářivý svět, Královna vln, Odeon, Praha 1975, přeložila Zdeňka Psůtková,
- Příhoda v ulici Psa, Práce, Praha 1978, přeložila Zdeňka Psůtková, osm povídek.
- Nachové plachty, Odeon, Praha 1980, přeložila Zdeňka Psůtková,
- Úžina mořských bouří, Odeon, Praha 1982, přeložila Zdeňka Psůtková, čtrnáct povídek.
- Břeh nesplněných snů, Odeon, Praha 1982, přeložila Zdeňka Psůtková, obsahuje romány Zářivý svět, Jessie a Morgiana a Královna vln.
- Zlatý řetěz, Cesta nikam, Albatros, Praha 1984, přeložila Olga Ptáčková-Macháčková a Zdeňka Psůtková,
- Jessie a Morgiana, Královna vln, Lidové nakladatelství, Praha 1992 přeložila Zdeňka Psůtková,
- Nachové plachty, Academia, Praha 2001, přeložila Zdeňka Psůtková, výbor povídek.